# 亚矮层腹菌
亚矮层腹菌（学名：Hymenogaster subnanus）是属于伞菌目层腹菌科层腹菌属的一种担子菌。该种分布于中国。